# Liste de marbres antiques

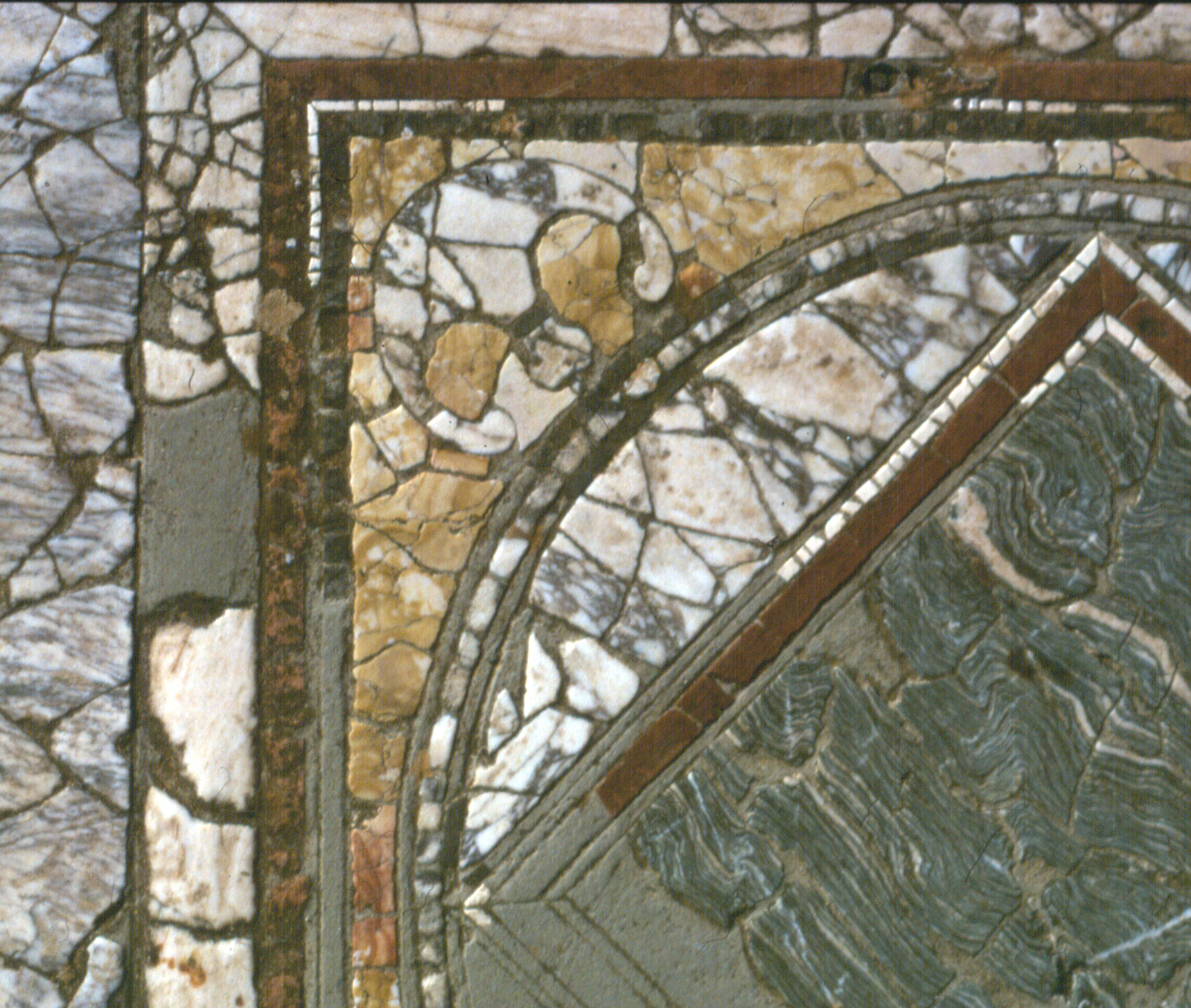
Marbres colorés du pavement d’une ancienne maison à Cyrène (Libye).

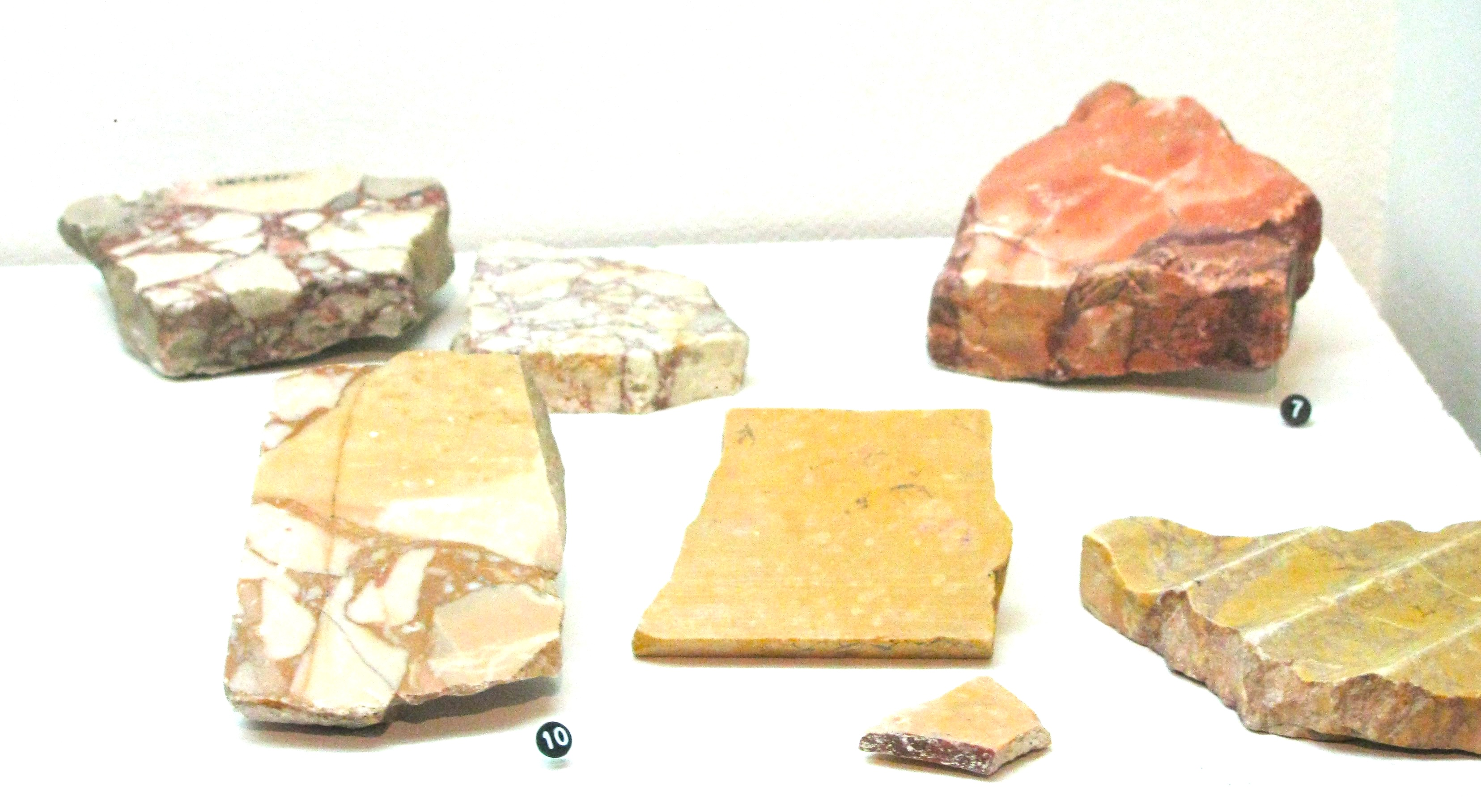
Echantillons de marbres antiques : 10 = marbre jaune antique de Chemtou ; arrière-plan : à gauche, brèche de Skyros (Grèce), à droite, 7 = marbre portasanta de Chios (Grèce) - Musée gallo-romain de Fourvière à Lyon.

Cet article présente la liste des variétés de marbres antiques, de différentes couleurs, utilisées durant l'Antiquité et surtout l'Empire romain.
La notion de marbre antique se rapporte au sens large de pierre polie, cela désigne des roches variées suffisamment fermes qui prenaient un aspect brillant après lustrage et que les Anciens appelaient marmoros pour les Grecs, marmor pour les Latins, marmo pour les Italiens et marbre pour les francophones. On y compte de nombreux vrais « marbres » au sens strict moderne (calcaires métamorphisés et entièrement cristallisés) et d'autres calcaires durs (comme les albâtres, les brèches calcaires, entre autres) mais aussi de nombreuses autres roches très différentes des calcaires que ce soit en composition, en texture et en dureté, notamment des roches siliceuses qui sont beaucoup plus dures, comme les granites, diorites et gneiss, les porphyres, les basaltes, la serpentinite, etc.

## Marbres italiens
- Marbre de Luni, d’un blanc vif à contexture serrée et à grains très fins ; il prend un beau poli et se prête facilement aux ouvrages les plus délicats. Les carrières de marbre de Luni dans les Alpes Apuanes (Toscane) sont épuisées. Les Anciens s’en sont beaucoup servi : l’Antinoüs du Capitole, l’Antinoüs (bas relief).
- Marbre de Carrare, ce marbre, blanc veiné de gris, très employé par les Romains l’est encore de nos jours. Les carrières de Carrare (Italie) en Toscane, exploitées depuis deux mille ans, furent ouvertes du temps de Jules César et sont loin d’être épuisées malgré l'exportation dans toute l’Europe et même l’Amérique. Sa texture est granulaire à grains très fins et très serrés. Dans le centre des blocs se trouvent quelquefois des cristaux de roche, d’une limpidité peu commune, nommés diamants de Carrare. Une variété de ce marbre rayé de verdâtre est appelé Cipolinacci di Carrara par les Italiens.
  - Les monuments célèbres sont nombreux et parmi ceux-ci : les Chevaux de Marly, la statue de David, le temple de Mars vengeur, la fontaine des Néréides, Notre-Dame-des-Naufragés à l'extrémité de la pointe du Raz, sans compter les bâtiments entièrement revêtus de plaques de marbre de Carrare.
- Le palombino, son nom vient de sa couleur qui ressemble à celle d’un pigeon blanc. Marbre blanc-grisâtre, très compact qui le fait ressembler au marbre du Proconnèse. Il est rarement en grosses pièces. Il existe une variété parfaitement pure, d’un grain et d’un ton égaux, qui le rapproche de l’ivoire ou la porcelaine. Son poli n’est pas très brillant.

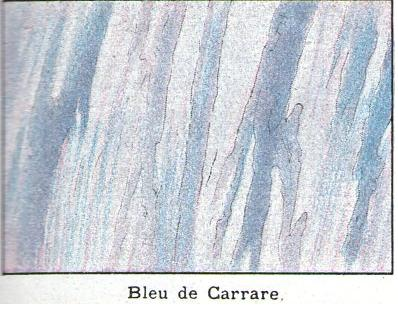

- Le bleu antique, Marbre à gros grain de couleur blanchâtre avec des ondes et des bandes d’un bleu ardoise, en zigzags interrompus. Il est rare et il jouit d’une légère lucidité lorsqu’il est en plaques minces.
- Le petit bleu antique, son nom vient de la finesse de son grain et sa ressemblance avec le bleu antique. Un fond blanchâtre avec des ondes et des bandes longitudinales gris ardoise, qui serpentent et forment des nœuds qui donnent à ce marbre un aspect agréable et prend un très beau poli. Les Anciens l’ont sans doute tiré des carrières de Toscane.

## Marbres français

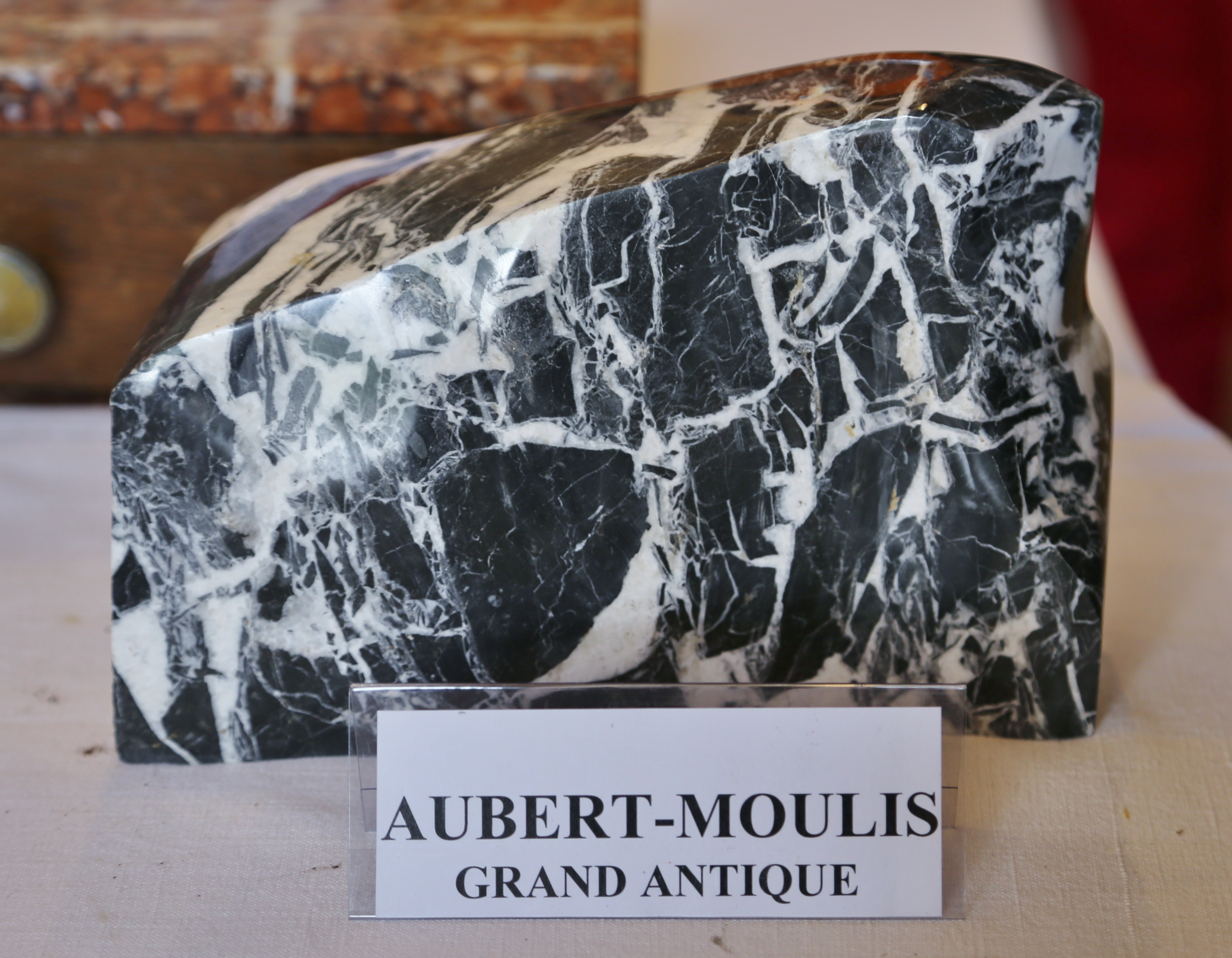
Grand Antique (Pyrénées).

- Le gris antique ou Biglio antico pour les italiens, d’un gris-blanchâtre, ce marbre a un fort gros grain qui prend un beau poli et jouit d’une certaine translucidité. On le trouve dans les anciens monuments et colonnes, que les Romains tiraient probablement de Cambo-les-Bains près de Bayonne, où il existe la trace d’une ancienne carrière de marbre absolument semblable.
- Rouge antique du Jura, des carrières de Sampans, de couleur du rose pâle au rouge carmin.
- La pierre du Jura, de couleur jaune veiné de rouge, des carrières de Damparis, Dole, Foucherans, Sampans.
- Marbre de Saint-Béat
- Marbres de Sarrancolin, polychromes avec des dominantes beiges, marron ou grises et parcourus de veines rouges. Utilisés durant l'Antiquité, leur renommée s'est forgée grâce aux nombreuses commandes royales notamment celles de Louis XIV pour le château de Versailles. Au XIXe siècle, Charles Garnier les choisit pour les colonnes du grand escalier de l'Opéra de Paris et plus récemment, en 1931, l'architecte en chef William Lamb décora avec ces marbres une partie du hall de l'Empire State Building à New York. Arrêtée au milieu du XIXe siècle, l'activité marbrière a repris grâce à la volonté des élus locaux en 1991. Les variétés les plus célèbres sont l'Opéra Fantastico également appelé Sarrancolin Opéra, ainsi que le Sarrancolin-Versailles.
- Le Grand Antique, de couleur noir et blanc extrait dans la commune de Moulis en Ariège. La carrière fut exploitée dès l'Antiquité romaine. Le marbre, alors appelé Marmor Celticum, fut utilisé dans de nombreux bâtiments à Rome et Constantinople. Rouverte au XIXe siècle, elle fut abandonnée en 1952. Depuis 2014, elle est à nouveau exploitée et le marbre moulisien s'exporte désormais à Londres, à New York, au Japon...

## Marbres égyptiens
- Basalte ou "pierre bekhen" (lapis basanites). Existe en deux variantes : l'une Siltstone (à grain fin) et une Grauwacke (un grain légèrement plus grossier): les deux sont d’origine métamorphique, de couleur foncée uniforme (gris foncé à gris-vert). Les carrières sont sur les parois rocheuses de chaque côté de Ouadi Hammamat dans le désert oriental égyptien.
- Granit du Forum (marmor claudianum)[1]. Il s'agit d'un gneiss tonalite d'origine métamorphique. Les carrières, très spacieuses, sont sur Gebel Fatira (Mons Claudianus), dans le désert oriental égyptien. Une variante à grain plus fin vient de lieux situés à proximité des sites miniers (Oued Umm Huyut). Il tire son nom des nombreux fûts de colonnes utilisés pour le Forum de Trajan à Rome.
- Granit rouge ou syènite ou "granit d’Assouan" (lapis thebaicus, lapis pyrrhopoecilus)[2]. Il s’agit d’un granit d’origine magmatique. Les carrières se trouvent à Shellal, au nord d’Assouan (antique Syène), dans la Haute Égypte.
- Marbre rouge antique, d’un rouge foncé, taché çà et là ou sablé de blanc et veiné de noir, sa pâte est parfaitement compacte et c’est l’un des marbres les plus chers. On peut le voir sur la statue colossale de Marcus Agrippa (palais Grimaldi de Venise) et l’Antinoüs égyptien à Venise.

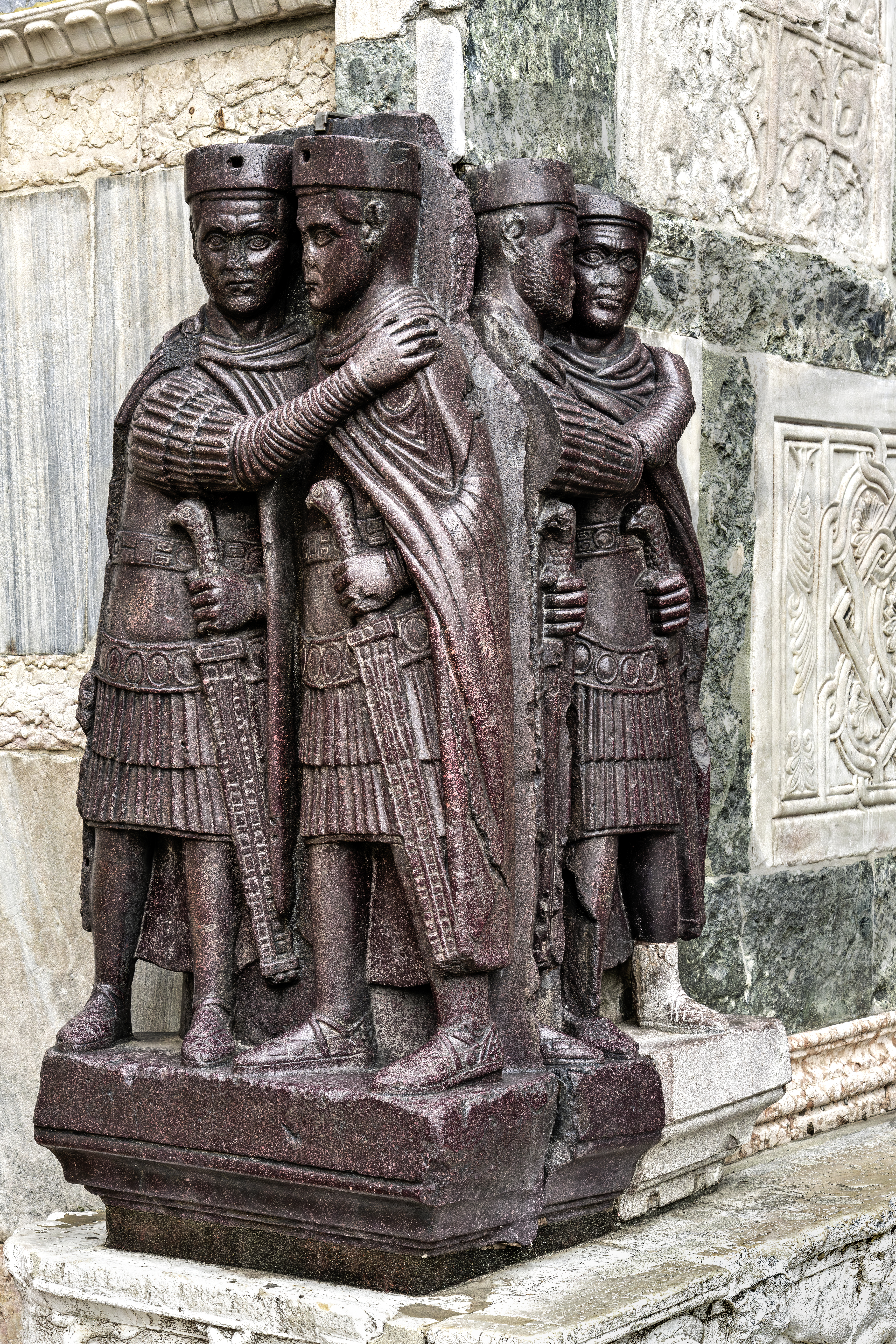
Monument des Tétrarques en porphyre rouge antique, sur la basilique Saint-Marc de Venise.

- Porphyre rouge, ou "porphyre rouge antique" (lapis porphyrites). Il s’agit d’une roche andésitique, avec présence d’hématite et piémontite, d’origine magmatique. Les carrières se trouvent sur le djebel Dokhan (nom ancien : Mons Porphyrites ou Mons Igneus), une chaîne montagneuse située à l’ouest de Hurghada, dans le désert oriental égyptien.
- Albâtre cotonneux ("alabastre cotoneus"), albâtre égyptien, albâtre de la Bible ou albâtre oriental, marbre onyx des anciens (lapis alabastrites)[3]. Il s’agit d’un albâtre calcaire d’origine sédimentaire. Abondant et très connu déjà à l’époque pré-romaine, il existe neuf sites d’extraction, surtout vers la cité de Hatnoub. Il se présente sous une variante blanc laiteux opaque, à grain fin et qui varie du beige-jaunâtre au brun, d'apparence fibreuse (ou cotonneuse), souvent stratifiée en couches d'épaisseur variable.
- Brèche coralline ombragée ou « brèche jaune ou rouge égyptien » (peut-être knekites lithos). Il s’agit d’une brèche calcaire, avec fragments clastiques de couleur banche-jaunâtre mélangé à un ciment rosâtre par la présence d’hématite. Utilisé à la Période prédynastique égyptienne et rarement à l’époque romaine. On ne connaît pas de carrière.
- Brèche verte d’Égypte ou « brèche verte antique » (hecatontalithos)[4]. Il s’agit d’un conglomérat de Poudingue sur fond vert (mais il existe aussi une variante sur fond rouge), d’origine métamorphique. Les carrières sont deux sites d’extraction du district minier de la basanite (basalte).
- Granit blanc et noir (marmor tiberianum)[5]. Il s’agit d’un quartz-diorite d’origine magmatique. Les carrières des deux variétés connues ("granit blanc et noir de Sainte-Praxède", avec couleur plus foncée, et "granit blanc et noir du Caire", avec couleur plus claire) se trouvent près de Ouadi Barud, à environ 10 km au sud-est des carrières de granit du Forum, et sont de petites dimensions.

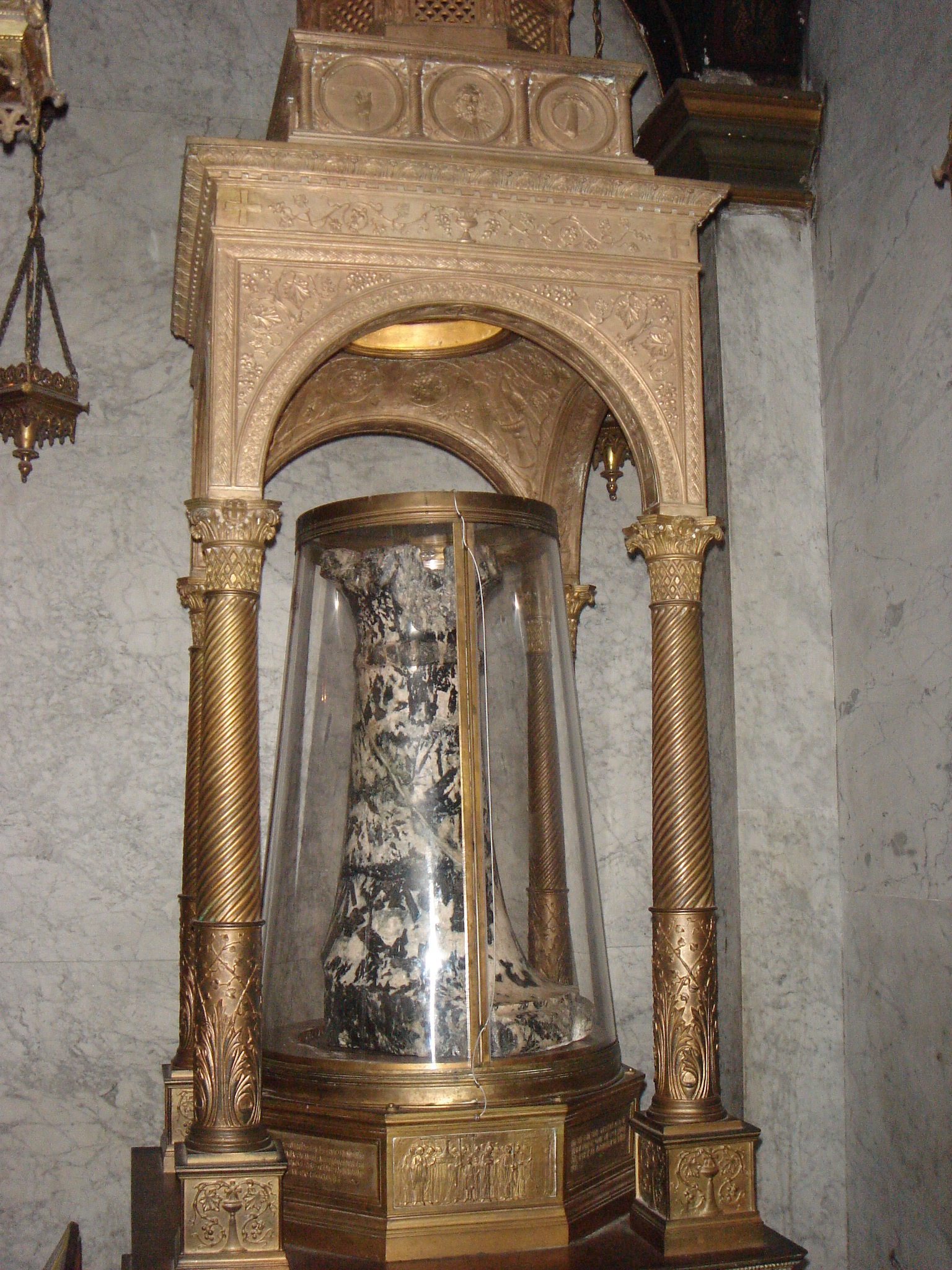
La colonne de la flagellation de Sainte Praxède, qui donna son nom au « granit de la colonne ».

- Granit de la Colonne. Il s’agit d’un gabbro-diorite d’origine magmatique, dont les carrières, de petites dimensions, se trouvent près de Ouadi Umm Shegilat, dans le désert oriental égyptien. Il présente de gros cristaux noirs allongés, qui prévalent sur fond blanc, avec parfois des nuances de rose. Il tire son nom d’un support conservé dans la chapelle de San Zenone de la basilique Santa Prassede à Rome, où il était censé être la colonne à laquelle était attaché Jésus de Nazareth pendant la flagellation.
- Granit noir de Syène, ou "granit noir égyptien", ou, improprement, "diorite égyptienne" (lapis thebaicus). Il s’agit d’un granodiorite d’origine magmatique. Les carrières se trouvent près de celles de granit rouge, au sud d’Assouan (anciennement Syène).
- Granit de Ouadi Umm Fawakhir. Il s’agit d’un granodiorite d’origine magmatique. Les carrières se trouvent dans Ouadi el-Sid. Il se présente avec des taches rosées, noirs et blanches, à granulométrie variable.
- Granit vert-de-gris[6]. Il s’agit d’un quartz-diorite d’origine magmatique. Les carrières se trouvent dans Ouadi Umm Balad, sur les pentes occidentales du Djebel Dokhan, près des carrières de porphyre rouge. Présente une texture fine et homogène de couleur verdâtre, avec zones à tendance grisâtre ou brunâtre.
- Granit vert mélangé[7]. Il s’agit d’un gabbro d’origine magmatique. Les carrières se trouvent près de Ouadi Maghrabya. Présente diverse tonalités de vert avec granulométrie variable.
- Granit vert de la chaire de San Lorenzo[8] et granit vert de la chair de San Pietro, ou "ophyte" (lapis ophytes). Il s’agit d’un métagabbro d’origine métamorphique. Les carrières des deux variétés (distinctes par la granulométrie plus ou moins fine), se trouvent près de Ouadi Umm Wikala et Ouadi Semna, dans un complexe de collines anciennement appelées Mons Ophyates, dans le désert oriental égyptien. Les deux variétés prennent le nom des figures rondes (Cosmati) sur le dossier des chaires épiscopales de la basilique Saint-Laurent-hors-les-Murs et de la basilique Saint-Pierre à Rome.
- Porphyre serpentin noir. Il s’agit d’une trachyte-andésite d’origine magmatique. Les carrières se trouvent près de celles du porphyre rouge, sur Ouadi Umm Towat, sur les pentes sud-occidentales du Djebel Dokhan.
- Porphyre vert égyptien (nom antique lapis hieracites)[9]. Variante avec fond vert foncé du porphyre rouge, provenant des mêmes carrières.
- Serpentinite mouchetée ou "marbre vert grenouille" (identifiable avec le lapis batrachites)[10]. Il s’agit d’une serpentinite d’origine métamorphique. Les carrières se trouvent près de Ouadi Atallah.

## Marbres africains
- Marbre jaune antique (marmor numidicum). Il s’agit d’un calcaire cristallin (sparite). Les carrières se trouvent près de la cité antique de Simitthus, aujourd’hui village de Chemtou, en Tunisie. Aspect des clastes très uniforme à grain fin, du jaune clair à plus intense et jusqu’au rosé, peut être veiné ou très brèché sur un ciment brun ou rouge. Utilisé à Rome depuis le IIe siècle av. J.-C. pour des statues de petites dimensions et décorations architecturales.

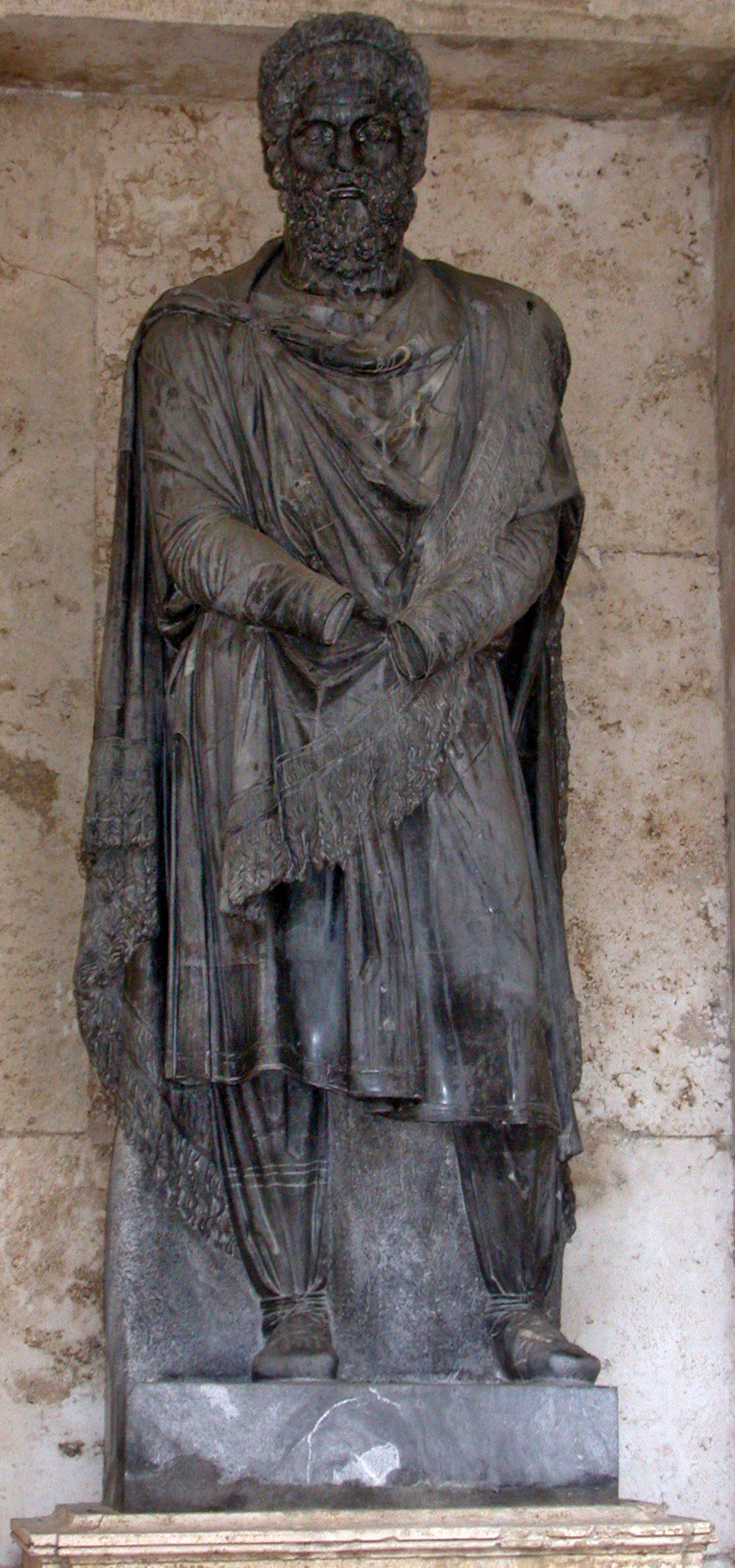
Statue de Dace en marbre gris dans la cour du palais des Conservateurs (musées du Capitole).

- Marbre gris mauresque ou « marbre noir antique numide ». Il s’agit d’un biomicrite carbonaté avec micro-foraminifères et montre des tons d’un noir intense et grain très fin. Les carrières se trouvent dans la localité de Aïn el Ksir, non loin de celles du marbre jaune antique. Il existe aussi d’autres variétés de « marbre noir antique » d’autres provenances (Grèce et Italie (Lazio)).
- Albâtre moutonné[11]. Il s’agit d’un albâtre travertineux, avec limonite et hématite, et se présente en deux variantes principales : la plus commune avec strates ondulées de couleur ocre rouge foncé ou jaune ocre, alternées à des strates rosâtres (qui, selon la coupe, montre des bandes ou des taches irrégulières). Une seconde variante de nuances rouge clair sur fond blanchâtre qui peut donner, selon la coupe, l'impression d’une peau de mouton. Les carrières se trouvent dans la localité de Ain-Tekbalet, près de la cité d’Oran, en Algérie.

## Marbres d’Asie Mineure
- Marbre africain (marmor luculleum), exploité près de la cité de Téos, près d’Izmir. Il s’agit d’une brèche calcaire (qui a subi un léger métamorphisme) avec un fond sombre et généralement noir, et clastique de diverses dimensions, de couleur blanchâtre avec nuances de rose, ou rouge, ou noir et gris. La variété grise est plutôt un calcaire cristallin dolomitique.

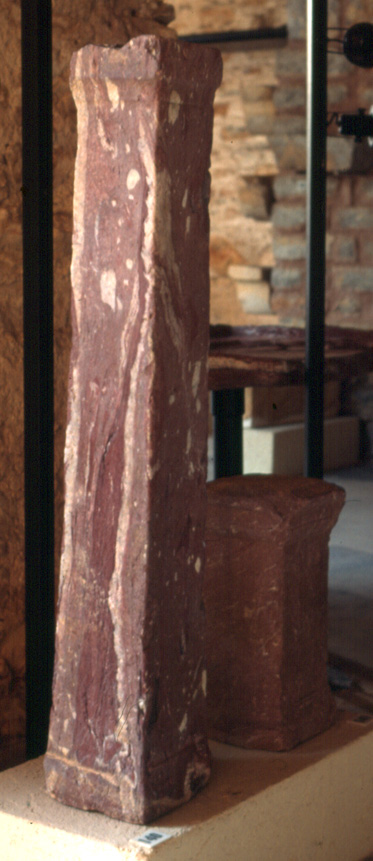
Marbre commémoratif de Iassos du musée de Iasos (Turquie).

- Marbre de Iasos ou marbre de Carie ou marbre cipolin rouge[12], extrait près de la cité de Iasos sur la côte de la Carie en Turquie (actuellement commercialisé sous le nom de "marbre rouge lagune"). D’origine métamorphique et classable comme marbre impur à hématite, à grain fin et compacte, sur fond rouge foncé, qui est connu en trois variétés : celle plus connue présente de larges bandes blanches ou grisâtres. Plus rare, la variété « brèchée », avec fragments clastiques blanchâtres ou gris de dimensions variables, et la variété rouge uniforme, qui se distingue difficilement du marbre rouge antique. Il était utilisé localement à l’Époque hellénistique et son exportation vers Rome et autres endroits de la Méditerranée orientale s'est répandu à l’époque de la dynastie des Sévères jusqu’à l'époque de l’Empire byzantin, en particulier sous Justinien. Il a été utilisé en particulier pour les colonnes et les plaques de parement.
- Albâtre fleuré (marmor hierapolitanum). Carrières d’albâtre fleuri (nom générique qui indique l’Albâtre calcaire de couleur blanchâtre ou jaune clair avec tache à inflorescence plus foncée) se trouvent près de l’antique cité de Hiérapolis. Strabon indique son introduction à l’époque d’Auguste.
- Brèche coralline (marmor sagarium)[13]. Il s’agit d’une brèche calcaire avec hématite, avec ciment rouge corail et fragment de couleur ivoire, provenant de carrières de la Bithynie, près du village de Vezirhan (province de Bilecik en Turquie). D'autres carrières voisines ont produit les variétés de brèche nuageuse (avec tonalité rosâtre et jaunâtre et « nuages » rosâtres) et du brocart (avec ciment dans les tons brunâtre et fragments jaunes ou gris). Exporté à Rome à partir de la fin de l’époque d’Auguste, en particulier pour les colonnes et revêtements de muraux.
- Granit violet ou "granit troadense" (marmor troadense)[14]. Il s’agit d’un quartz-monzonite, avec porphyroïdes (cristaux) de feldspath potassique de couleur gris clair, avec cristaux blanc ou violet clair et petites inclusions noires, il existe aussi une variété avec grain plus fin et cristaux moins limpides. Les carrières se trouvent sur les flancs du Cigré Dag, près de Neandria, antique cité de la Troade en Turquie.

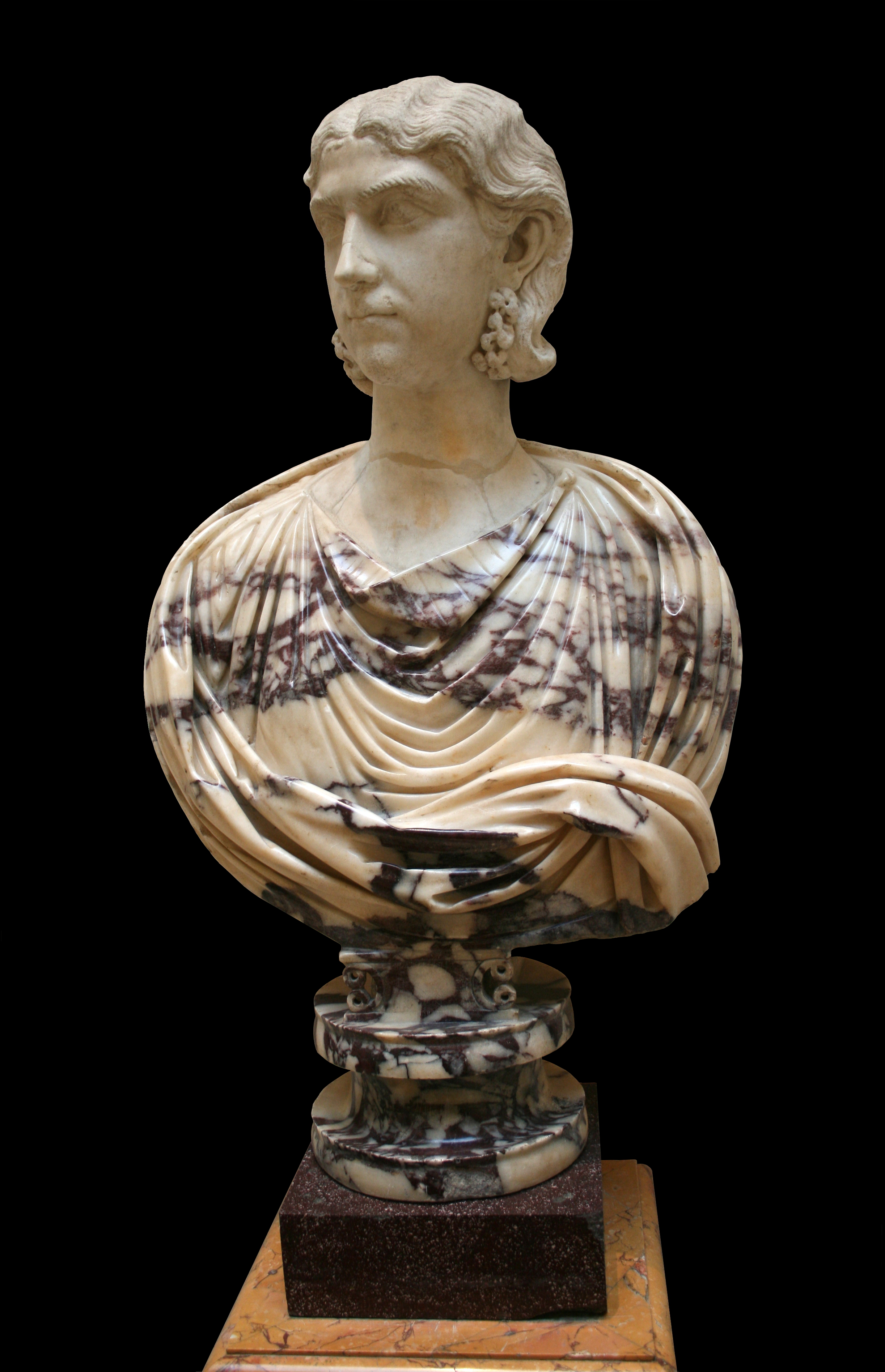
Portrait de femme en marbre Pavonazzetto, œuvre romaine - Musées du Capitole à Rome.

- Granit gris de Misio. C’est un granodiorite amphibolite, avec cristaux d’Hornblende noirs, d’origine magmatique. Se présente de couleur grise, avec grains fins et uniformes. Les carrières sont près de la cité antique de Perperene, au nord-ouest de Pergame en Turquie. Déjà employé à l’époque hellénique et byzantine, fut exporté à Rome au début du IIe siècle à usage de colonnes, revêtement muraux et sols ainsi que sarcophages.
- Lapis sarcophagus. Andésite, extrait des carrières de la cité antique de Assos (aujourd’hui Behramkale, dans la Troade), mais les affleurements de la même pierre sont aussi connus sur l’île de Lesbos et près de Pergame. Selon Pline l'Ancien[15] la pierre consumait en quarante jours les corps des défunts à l’exception des dents, et cette croyance déterminera la propagation de la fabrication des Sarcophages, en particulier aux IIe et IIIe siècles, mais déjà produits localement au Ve siècle av. J.-C. C’est une pierre dure difficile à travailler, sur un fond gris-brun clair ou noir.
- œil de paon (marmor triponticum)[16]. Calcaire fossilifère avec rudistes et ciment rouge clair ("œil de paon rouge") ou violacé, extrait et diffusé au IIIe siècle pour petites colonnes, plaques de revêtement, petites vasques. Les carrières se trouvent près du village de Kutluca sur la route entre Constantinople et Kocaeli près du lac Sophon (aujourd’hui Sapanca Gölu).

- Marbre Pavonazzetto ou marbre figio, appelé aussi phrygien, c’est un marbre micritique brèché à grain très fin. Sa couleur de fond blanc ou ivoire avec des taches et veines de couleur variable rouge, violacée, verte ou azur, rappelle la couleur du paon. Il provenait des carrières de Docimium (Dokymeinon), près de l’actuelle Afyon en Turquie centrale. Il fut utilisé pendant toute l’époque impériale et présent à Rome jusqu’à la fin de l’époque de la République romaine, pour les revêtements muraux et sols, en architecture, colonnes, sarcophages et sculptures.
- Marbre blanc cappadocien, il était si transparent que Néron en fit construire un petit temple sans fenêtre, où le jour passait à travers le marbre même qui formait les murs. Cette pierre était sans aucun doute du sulfate de chaux analogue à celui nommé albâtre blanc de Volterra, car aucun marbre proprement dit ne jouit d’une pareil degré de translucidité.

## Marbre de la Grèce

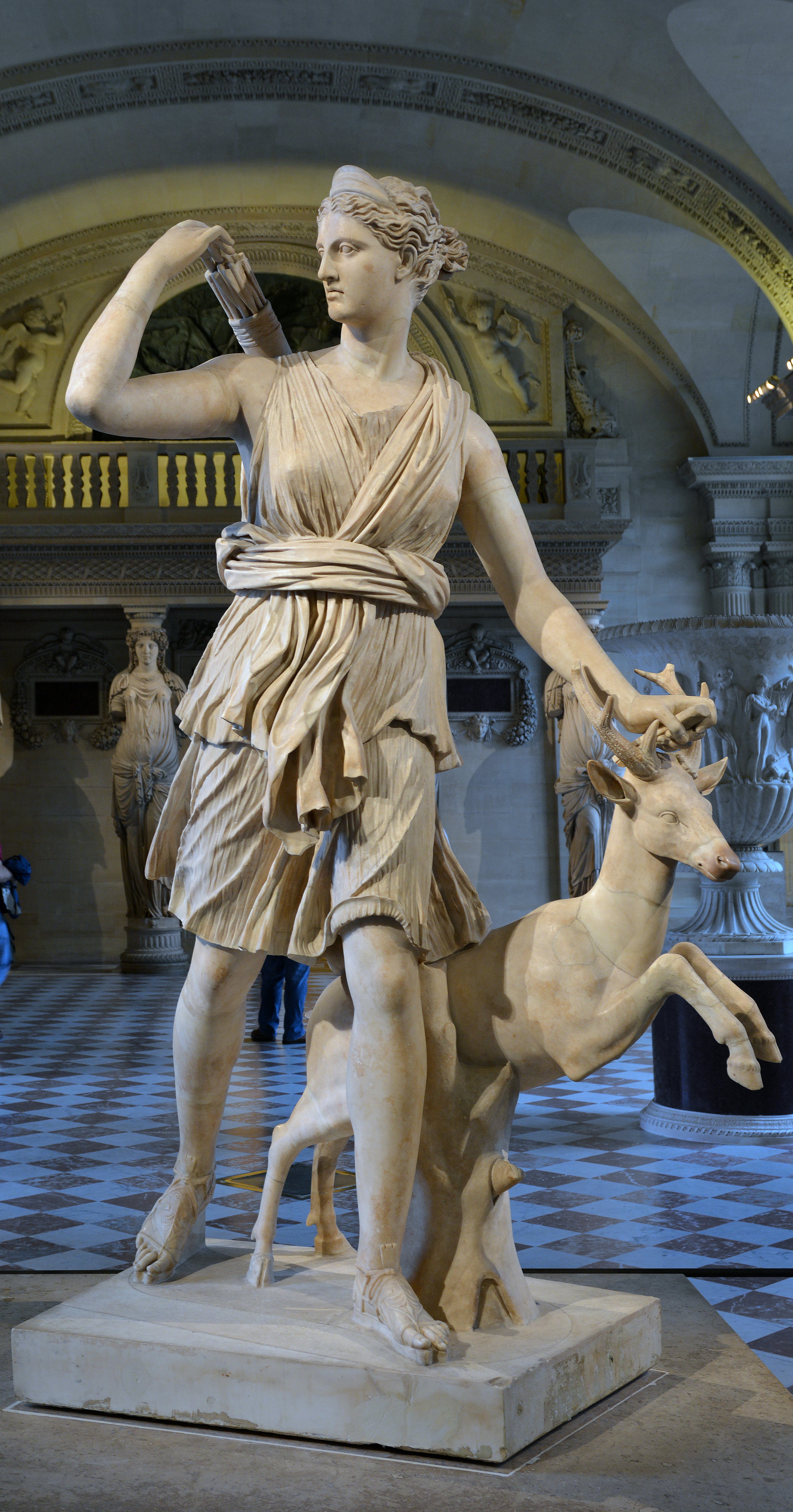
Diane de Versailles.

- Marbre de Paros : c’est un marbre blanc-grisâtre, à gros grain confusément disposés. On en distingue trois variétés : un très blanc à grains très petits, un blanc à gros grains, appelé aussi moderne Paros, et un troisième jaunâtre. Les sculpteurs grecs en firent un grand usage et nous laissèrent un grand nombre de statues. Parmi elles, on peut citer la Vénus Médicis (galerie des Offices à Florence), la Diane de Versailles, la Vénus du Capitole (musées du Capitole), la Pallas de Velletri (Louvre), l’Ariane endormie (dite aussi Cléopâtre mourante, au musée Pio-Clementino), la Junon du Capitole (Rome). On trouve également des inscriptions en marbre de Paros, comme la Chronique de Paros, découverte sur l'île du même nom.

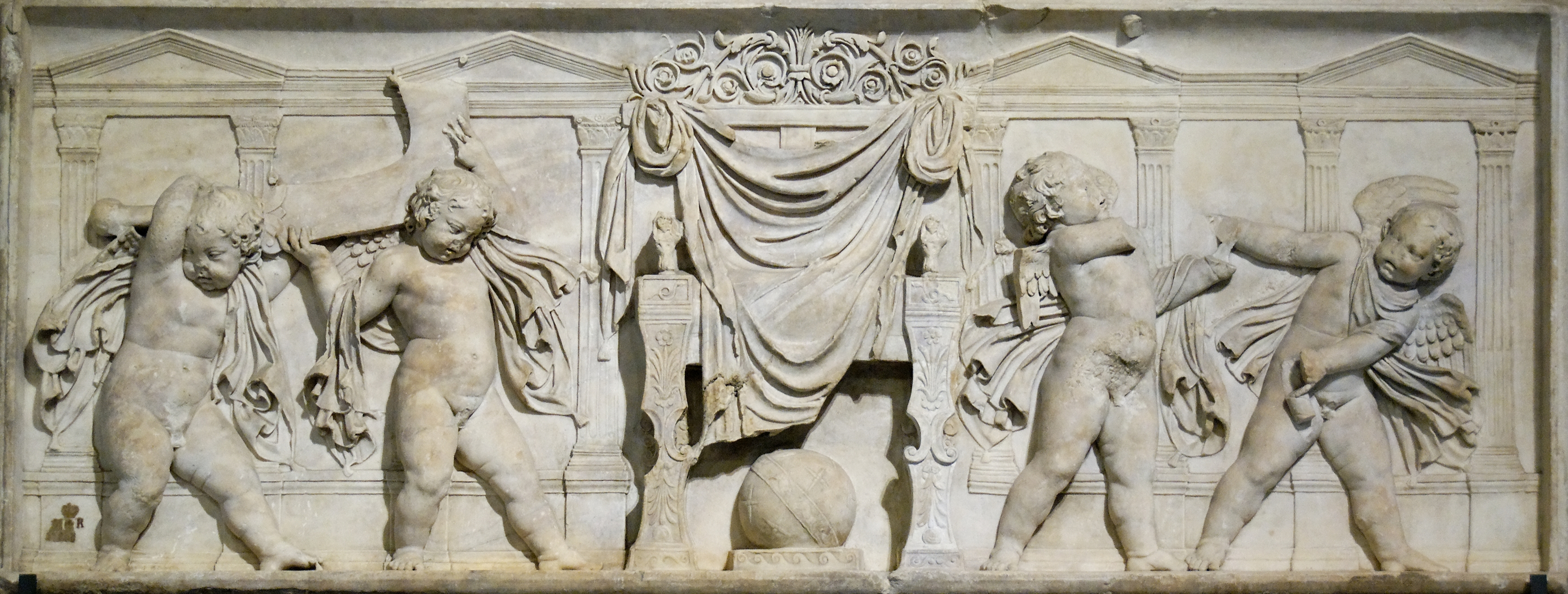
Relief dit du Trône de Saturne. Marbre, Ier siècle ou copie du XVIe siècle (Italie).

- Marbre pentélique : il est blanc à grains fins zoné de verdâtre. C’est le cipolin statuaire des marbriers italiens. Les carrières sont situées sur le mont Pentelès, près d’Athènes, dont les principaux monuments de cette ville antique en sont presque tous construits. Le Torse du Belvédère, le Satyre au repos des musées du Capitole, Jason (dit Cincinnatus), le Discobole, le trône de Saturne (Louvre), le Trépied d’Apollon et les inscriptions athéniennes (dites marbre de Nointel) sont en pentélique.
- le grechetto, d’une couleur blanc neige et plus pur que les précédents ; se présente sous deux variétés : une à grain fin et l’autre à gros grains. Bas reliefs des Nymphes à Barano d'Ischia[17].
- Le marbre de l'Hymette, d’un blanc grisâtre, prend un poli un peu luisant. Extrait des carrières du mont Hymette, il a été utilisé notamment pour le Méléagre du Vatican et la Vénus d'Arles.
- Marbre cipolin ou cipolin vert (marmor carystium). D’une structure plus dure que les autres, c’est une véritable dolomie (chaux carbonatée magnésifère granulaire). Le fond est gris-verdâtre avec de larges veines ou rubans vert foncé (dus au talc vert). Il était extrait des carrières de Carystos sur l’île d’Eubée et importé à Rome au Ier siècle av. J.-C. et diffusé dans tout l’Empire pour colonnes, plaques de revêtement, sculptures et vasques.
- Marbre rouge antique (marmor taenarium). C’est un marbre impur à hématite, avec un fond allant d’un rouge foncé à rouge vivace, veiné de noir avec quelques taches ou petites veines blanches de calcite. Issu des carrières de la péninsule du Péloponnèse déjà à la période mi-Minoenne (1700 av. J.-C.), arrivé à Rome au Moyen Âge pour les revêtements, statues et plus rarement pour les colonnes et chapiteaux.
- Marbre portasanta (marbre de la porte sainte) ou brèche de Alep (marmor chium, marbre de Chios). Issu d’une brèche tectonique des carrières de Chios, avec, sur un fond rouge, des taches jaune-orange, brunes ou grise de formes variables ; il doit son nom au marbre qui compose quelques colonnes de la porte sainte de la basilique Saint-Pierre de Rome
- Marbre vert antique ou Lapis atracius, (marmor thessalicum). C’est un marbre serpentineux qu’on peut classer dans les brèches de la région de Thessalie de couleur de fond vert pâle avec des taches d’un vert plus foncé, parfois presque noir, mélangés à des taches blanches. Introduit à Rome sous Hadrien pour des colonnes et éléments décoratifs.
- Porphyre vert antique ou serpentin (lapis lacedaemonius). C’est une andésite qui présente un fond vert foncé avec de petits phénocristaux de plagioclases vert brillant tirant sur le jaune avec de rares pyroxènes noir. Issu des carrières de Lacédémone (actuelle Sparte dans le Péloponnèse) déjà aux époques minoenne (1700 av. J.-C.) et mycénienne, il connut une grande diffusion à Rome à l’époque Flavii et très recherche au Moyen Âge et au Rinascimento. Sa disponibilité en petits blocs le destine vers de petites colonnes, vases, plaques de revêtement et mosaïques.
- Brèche vierge ou seme santo ou brèche de Sciro, (marmor scyreticum). Roche sédimentaire, provenant de l’île de Skyros, une brèche à grains fins avec une couleur mauve avec des inclusions blanches, rouges, fauve et jaunâtres qui tranchent fortement les unes à côté des autres. Cette brèche, la plus rare de toutes, est ainsi appelée par les marbriers de Rome, parce que l’on n'a trouvé qu’un seul bloc dans les ruines du tombeau de Caïus Cestius (12 av. J.-C.) à Rome et qui servit longtemps d’autel consacré à la Vierge. Le terme seme santo signifie d’origine ou de race sainte.
- Marbre fleur de pêcher ou marbre rouge d’Érétrie (marmor chalcidicum). Son aspect veiné, allant du rouge au rose et du blanc au violet, lui donne son nom de fleur de pêcher. Les carrières sont à Érétrie en Eubée.

- Marbre noir antique Ténare (lapis taenarius ou lapis Niger). Des carrières de cap Ténare en Laconie de la presqu’île de Mani (Péloponnèse) en Grèce continentale.
- Marbre noir antique, c’est un calcaire nitritique carboné, issu des carrières de Chios à partir du IIe siècle jusqu’au XVIIIe siècle pour la fabrication de petits objets luxueux, architecturaux et plaques tombales. Sa couleur est dominée par un fond noir à grain très fin avec quelques veinures blanches de calcite.

## Marbre de la péninsule Ibérique

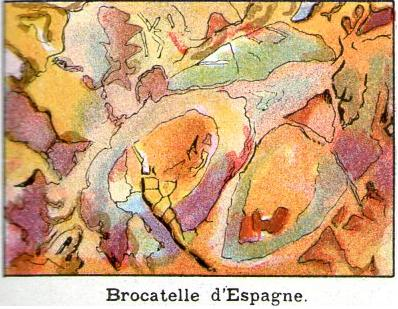

- Brocatelle de Tortosa ou Brocart espagnol, ("Marmor schiston"). C’est un calcaire organogène, caractérisé par un fond jaune doré avec des nuances rose-violacé et des taches (bioclastes) jaunes ou blanc-grisâtre ou roses de forme allongée qui lui donnent l’aspect du brocart, d’où il tire son nom de « brocart espagnol », localement appelé « jaspi della Cinta » qui dérive de l’emploi de cette pierre qui orne la chapelle de la « Madonna della Cintura » de la cathédrale de Tortosa, antique ville romaine près de l’Ebre.
- Lumachelle carnacina. Comme toutes les lumachelles (de l'italien lumaca (limaçon)), cette roche sédimentaire contient des débris de coraux ou de coquilles pétrifiés. Carrières en Espagne.
- Marbe de Viana Do Alentejo, marbre rose Portugal à Viana do Alentejo du District d'Évora au Portugal.

## Sources et notes
- Extraits du Wikipédia italien le 12/09/09
- Extraits du Nouveau dictionnaire d’histoire naturelle appliqué aux arts, tome XIX, par Jacques Eustache de Sève, 1818.

1. ↑  « Fiche et image du granit du Forum »(Archive.org • Wikiwix • Archive.is • Google • Que faire ?) sur le site du musée d'histoire naturelle de l'Académie des physiques, de Sienne.
2. ↑  « Image du granit rouge »(Archive.org • Wikiwix • Archive.is • Google • Que faire ?), idem.
3. ↑  Image de l'albâtre cotognino sur le site du musée de Géologie de l'université de Rome-I ("La Sapienza").
4. ↑  « Image de la brèche verte d'Égypte »(Archive.org • Wikiwix • Archive.is • Google • Que faire ?) sur le site du musée d’histoire naturelle de l'Académie des études physiques, de Sienne.
5. ↑  « Image du granit blanc et noir »(Archive.org • Wikiwix • Archive.is • Google • Que faire ?) idem.
6. ↑  Image du granit vert-de-gris, idem.
7. ↑  « Imagine du granit vert mélangé »(Archive.org • Wikiwix • Archive.is • Google • Que faire ?), idem.
8. ↑  Image du granit vert de la chair de San Lorenzo idem.
9. ↑  Image du porphyre vert égyptien, idem.
10. ↑  Statue de chien en serpentine mouchetée au musée du Capitole,
11. ↑  Image de l'albâtre moutonné sur le site du musée d’histoire naturelle de l'Académie des physiques, de Sienne.
12. ↑  fiche sur le marbre cipolin rouge sur le site de l'ISPRA (ex-Service géologique national).
13. ↑  fiche sur la brèche coralline sur le site du musée d’histoire naturelle de l'Académie des physiques (collection des marbres antiques) et Fiche sur la brèche coralline sur le site de l'ISPRA (ex Service géologique national).
14. ↑  Fiche et image du granit violet, sur le site du musée d’histoire naturelle de l'Académie des physiques (collection des marbres antiques).
15. ↑  Pline l'Ancien, Histoire naturelle (Pline l'Ancien)
16. ↑  Fiche sur l’œil de paon rouge sur le site du musée d’histoire naturelle de l'Académie des physiques (collection des marbres antiques) et Fiche sur l’œil de paon sur le site de l'ISPRA (ex-Service géologique national).
17. ↑  Bas reliefs des Nymphes

#### Marbres colorés antiques en général
- Marbres de couleur chez les Romains chez Icon (Culture italienne sur le Net) Du ministère de l'Université et de la Recherche
- Carte et photos des variétés de marbres antiques dans la collection du musée d’histoire naturelle des physiques, de Sienne.
- Collection de marbres antiques au musée de Minéralogie de l’université de Rome-I ("La Sapienza")
- Collection T.Belli du musée de Géologie de l’université de Rome I ("La Sapienza")

#### Carrières ou zones particulières
- (en) Archéologie géologique d'Égypte de James A. Harrel, professeur de géologie de l'université de Toledo (Ohio). Sur le même site aussi J.A. Harrell, L.Lazzarini, M.Bruno, Reuse of roman ornamental stones in medieval Cairo, Egypt in L. Lazzarini (a cura di) ASMOSIA VI. Interdisciplinary Studies on Ancient stone, Padoue, 2002.
- (en) Bibliographie sur les carrières du Mons Claudianus
- (en) Les carrières de granit du Ouadi Umm Fawakhir
- (en) Sites d’extraction du granit vert pour San Lorenzo et San Pietro à Ouadi Umm Wikala et Ouadi Semna.
- (fr) Mission archéologique française sur les carrières de granit vert et beige à Ouadi Umm Balad
- (it) Carrières de marbres et pierres antiques du bassin méditerranéen
- (it) Université des marbres de Rome